# Bedřich Schejbal
Bedřich Schejbal (* 12. August 1874 in Prag; † unbekannt) war ein böhmischer Fechter.

## Erfolge
Bedřich Schejbal nahm an den Olympischen Spielen 1908 in London und 1912 in Stockholm teil. Mit dem Degen und dem Säbel schied er 1908 jeweils in der Vorrunde der Einzelkonkurrenz aus. Mit der böhmischen Säbel-Equipe belegte er dagegen den dritten Platz und gewann gemeinsam mit Vilém Goppold von Lobsdorf, Otakar Lada, Vlastimil Lada-Sázavský und Jaroslav Tuček die Bronzemedaille. 1912 verpasste er mit der Mannschaft als Vierter knapp einen weiteren Medaillengewinn.